# NGC 339
NGC 339 je otvoreni skup u zviježđu Tukanu. 

## Vanjske poveznice
- SEDS: NGC 0339